# Colección de Obra Moderna y Contemporánea del Museo Nacional de Antropología
El Museo Nacional de Antropología (MNA), desde su inauguración en 1964, cuenta con una amplia Colección de obra moderna y contemporánea, la cual fue realizada con un carácter eminentemente didáctico para ilustrar diversos aspectos de las culturas que habitaron y habitan nuestro país, aspecto que el museo buscaba trasmitir a los visitantes. Para hacer estas obras, se convocó a reconocidos artistas de la época quienes, con el apoyo de especialistas en diversos temas, plasmaron mitos, tradiciones y aspectos relevantes de cada cultura, en todas las salas del museo. La Colección de obra moderna y contemporánea fue considerada siempre como un apoyo museográfico, sin que se le otorgara ningún valor adicional, sino únicamente la información que era capaz de trasmitir a los visitantes. Sin embargo, en el año 2010, el inmueble diseñado por el arquitecto Pedro Ramírez Vázquez, fue declarado como Monumento Artístico de la Nación, quedando bajo la protección del INBA. Dicha circunstancia condujo a una revaloración de las obras modernas y contemporáneas que forman parte del MNA, identificando en ellas cualidades artísticas y documentales, que las hacen relevantes por sí mismas y dignas de ser conservadas.
Hasta el momento se tienen registradas más de 150 piezas que pueden apreciarse distribuidas tanto en las salas arqueológicas de la planta baja, como en las etnográficas ubicadas en el segundo piso. Esta colección se compone principalmente de pinturas murales, pinturas de caballete, reproducciones pictóricas, esculturas, relieves y otras obras que complementan la museografía de las salas y aumentan la estética y funcionalidad del inmueble. Las técnicas con las que las obras fueron realizadas son principalmente: acrílico, temple, vinilita, óleo y fresco, para las producciones pictóricas; y fibra de vidrio, bronce, latón, madera, aluminio y mármol para las esculturas y los relieves. Entre los artistas que produjeron dichas obras destacan: Rufino Tamayo, Raúl Anguiano, Manuel Felguérez, Jorge González Camarena, José y Tomás Chávez Morado, Alfredo Zalce, Leonora Carrington, Pablo O´Higgins, Rina Lazo, Iker Larráuri, Luis Covarrubias, Rafael Coronel, Fanny Rabel, Arturo Estrada, etc.